# Терра-Санта (Пара)

Терра-Санта на карте штата.

Терра-Санта (порт. Terra Santa) — муниципалитет в Бразилии, входит в штат Пара. Составная часть мезорегиона Байшу-Амазонас. Входит в экономико-статистический микрорегион Обидус. Население составляет  16 949 человек на 2010 год. Занимает площадь 1896,506 км². Плотность населения — 8,94 чел./км².

## История
Город основан в 1993 году.

## Демография
Согласно сведениям, собранным в ходе переписи 2010 г. Национальным институтом географии и статистики (IBGE), население муниципалитета составляет:
| Полное население                               | Полное население                               | Полное население                               | Полное население                               | 16 949 |
| ---------------------------------------------- | ---------------------------------------------- | ---------------------------------------------- | ---------------------------------------------- | ------ |
| в том числе:                                   | Городское население                            | 10 335                                         | Процент городского населения, %                | 60,98  |
|                                                | Сельское население                             | 6614                                           | Процент сельского населения, %                 | 39,02  |
|                                                | Мужское население                              | 8776                                           | Процент мужского населения, %                  | 51,78  |
|                                                | Женское население                              | 8173                                           | Процент женского населения, %                  | 48,22  |
| Плотность населения, чел/км²                   | Плотность населения, чел/км²                   | Плотность населения, чел/км²                   | Плотность населения, чел/км²                   | 8,94   |
| Население муниципалитета в % к населению штата | Население муниципалитета в % к населению штата | Население муниципалитета в % к населению штата | Население муниципалитета в % к населению штата | 0,22   |

По данным оценки 2015 года население муниципалитета составляет 17 946 жителей.

## Статистика
- Валовой внутренний продукт на 2003 год составляет 32 971 806,00 реалов (данные: Бразильский институт географии и статистики).
- Валовой внутренний продукт на душу населения на 2003 год составляет 2046,67 реалов (данные: Бразильский институт географии и статистики).
- Индекс развития человеческого потенциала на 2000 год составляет 0,688 (данные: Программа развития ООН).

## География
Климат местности: умеренный.

## Важнейшие населенные пункты
| № | Населённый пункт | Населённый пункт (порт.) | Категория | Население чел. (2010) | На карте                       |
| - | ---------------- | ------------------------ | --------- | --------------------- | ------------------------------ |
| 1 | Терра-Санта      | Terra Santa              | город     | 10 335                | 2°06′18″ ю. ш. 56°29′21″ з. д. |